# Bárcena de Campos
Bárcena de Campos is een gemeente in de Spaanse provincie Palencia in de regio Castilië en León met een oppervlakte van 14,54 km². Bárcena de Campos telt 62 inwoners (1 januari 2016).

## Demografische ontwikkeling
Bron: INE, 1857-2011: volkstellingen